# Asota stigmatica
Asota stigmatica là một loài bướm đêm trong họ Erebidae.